# Борский
Борский (пол. Borski) — польский шляхетский герб.

## Описание
В красном поле нога до колена, вправо, пронзенная сверху вниз стрелою влево. В навершии шлема орлиное крыло ребром вправо. Герб Борский внесен в Часть 1 Гербовника дворянских родов Царства Польского, стр. 90.

## Используют
Борские, в Калишском Воеводстве водворившиеся. Из них Войтех владел в Гнезненском Повяте имением Сенна, которое в 1753 году продал Монковскому.